# Смешанные боевые искусства
Сме́шанные боевые единобо́рства (также MMA — от англ. mixed martial arts) — вид спорта (часто неверно называемый «боями без правил»), представляющий собой единоборство с сочетанием множества техник. ММА являются полноконтактным боем с применением ударной техники и борьбы как в стойке (клинч), так и на полу (партер). Термин «Mixed Martial Arts» был предложен в 1995 году Риком Блюмом, президентом Battlecade, одной из ранних организаций ММА, и впоследствии нашёл устойчивое применение и в неанглоязычных странах.
Истоки ММА уходят во времена до нашей эры: ещё древние греки на первых Олимпийских играх соревновались в панкратионе, однако до 1990-х годов ММА не могли похвастаться значительной популярностью в мире. Лишь со становлением и развитием таких организаций, как Ultimate Fighting Championship (с англ. — «Абсолютный бойцовский чемпионат»), Pride Fighting Championships (англ. Бойцовский чемпионат «Прайд») и т. д., популярность ММА резко возросла.
Так как ранние соревнования имели минимум правил, в связи с критикой спорта как «кровавой бойни» промоутеры ввели дополнительные ограничения для повышения безопасности спортсменов и привлечения новых зрителей. Благодаря этим усилиям, современные ММА являются одним из наиболее быстро развивающихся видов спорта, о чём свидетельствуют показатели продаж платных трансляций боёв, освещение в СМИ, рост количества занимающихся и увеличение продаж товаров, связанных с ММА.

## История

### Истоки и развитие

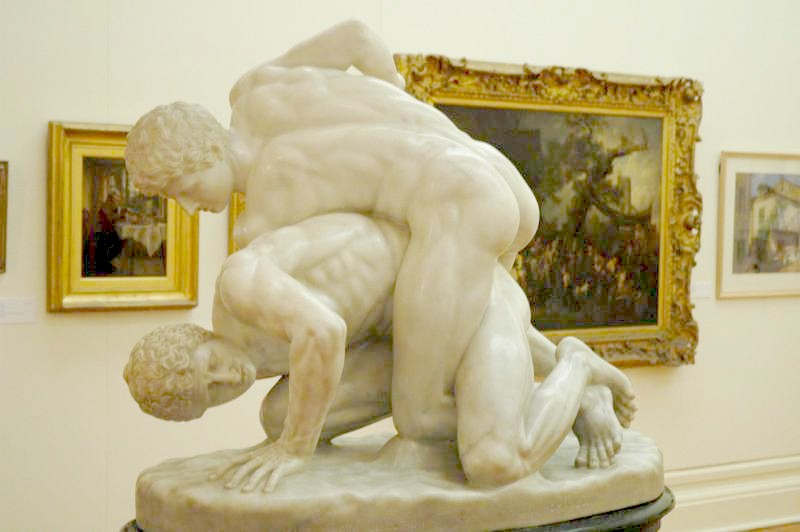
Борцы из Уффици в поединке по правилам панкратиона.

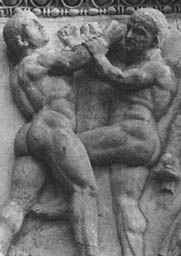
Панкратиасты изображены на римском рельефе. II или III век н. э.

Панкратион является старейшим известным стилем боя без оружия, напоминающим современные ММА. Древние греки вводили эту дисциплину в Олимпийские игры в 648 году до н. э. Греческий панкратион потом трансформировался в более жестокий этрусский и древнеримский «панкратиум». Бои в этом стиле демонстрировались в Колизее, а статуи выдающихся бойцов были впоследствии установлены в Риме и других городах Италии.
Некоторые общественные показы боев имели место в конце XIX века. Они представляли различные стили борьбы, включая джиу-джитсу, борьбу и другие стили. Соревнования со смешанными стилями (например, боксёр против борца) были весьма популярны в Европе и многих странах Дальнего Востока на рубеже XIX и XX вв. В Англии даже возникло боевое искусство под названием «бартитсу», совмещавшее европейские и азиатские учения. Упоминание бартитсу (под именем «баритсу»), в частности, встречается у известного английского писателя Артура Конан Дойла, который приписал владение «смертоносной борьбой баритсу» своему антигерою — профессору Мориарти. Свои знания в этой области Мориарти использует в рукопашном поединке против Шерлока Холмса, представителя школы английского бокса, на краю Рейхенбахского водопада, однако Шерлок Холмс также обладал навыками «баритсу».
После Первой мировой войны борьба возродилась в двух главных потоках. Первый — это было реальное соревнование, получившее название «шут-рестлинг» (англ. shoot-wrestling); во втором случае поединки превратились в хореографически запланированные шоу, которые в итоге привели к рестлингу (англ. professional wrestling), ныне популярному во многих странах, в частности, США, Японии и Мексике.
В конце 60-х годов концепция объединения элементов разных боевых искусств была популяризована Брюсом Ли. Философия, разработанная Брюсом Ли, носила название «Джиткундо», и одним из главных её принципов являлось умение бойца успешно адаптироваться под любой стиль. Учение Ли и особенно фильмы с его участием оказали влияние на ММА до такой степени, что в 2004 году президент UFC Дэйна Уайт назвал Ли «отцом ММА». В свою очередь в Японии в первой половине XX века возникли новые направления боевых искусств смешанного типа, такие как кадзюкембо и карате Годзю-рю.
В СССР в 1938 году возникает самбо как система обучения приёмам самообороны для представителей силовых структур. При этом данное единоборство подразделяется на два главных направления: «спортивное» и «боевое». «Спортивное» самбо представляет собой вид борьбы с большим количеством бросков и болевых приёмов, схожее с дзюдо. «Боевое» самбо помимо приёмов борьбы использует ударную технику руками и ногами, напоминая ММА по арсеналу своей техники.
Кроме того, в вооружённых силах СССР, начиная с 1979 года, проводились соревнования по АРБ, правила которого весьма схожи с правилами смешанных единоборств.

### Современное ММА

Игорь Вовчанчин (слева) побеждает Романа Тикунова на одном из ранних турниров по ММА, «Мистер Силач Сэкай», Минск, 1996 год.

Современные смешанные боевые искусства имеют свои корни в двух событиях: соревнованиях по вале-тудо (буквально с порт. — «Всё разрешено») в Бразилии и японском шутрестлинге. Вале-тудо берёт своё начало в третьем десятилетии XX века, когда представители бразильского джиу-джитсу Карлос Грейси и Хелио Грейси пригласили любого соревноваться с ними в борьбе. Это было так называемым «Вызовом Грейси», который позже поддержали потомки Грейси.
В 1963 году дзюдоист и рестлер Джин Лебелл стал участником вызова, брошенного боксёром и писателем Джимом Беком представителям японских боевых искусств. Бек утверждал, что боксер может победить любого мастера боевых искусств в прямом бою, и предлагал 1000 долларов тому, кто докажет обратное. Лебелл принял вызов Бека, но того заменил более опытный боксёр Майло Сэвидж. В конце матча Сэвидж упал без сознания, и Лебелл был объявлен победителем. Позже Лебелл прославил этот матч как первый телевизионный бой смешанных боевых искусств в Америке.
В Японии в 1970-х годах рестлер Антонио Иноки (яп. 猪木寛至), организовал ряд поединков по смешанным правилам. В частности, 26 июня 1976 года Иноки встретился с прославленным боксёром Мухаммедом Али. Когда прозвенел гонг, Иноки быстро упал на ковер и лёжа начал бить по ногам Али. Али танцевал вокруг ринга в поисках возможности нанести удар, но не находил её. Бой продолжался таким образом в течение 15 раундов. За матч Али смог нанести только два левых джеба. Судьи засчитали почётную ничью, а зрители забросали ринг мусором, так как ожидали более зрелищный матч. Поскольку в поединке участвовал рестлер, естественным вопросом было, не был ли он постановочным. По одной из версий, матч был спланирован, но нет объяснения, почему не было организовано более зрелищное выступление. По другой версии, Али приехал в ожидании спланированного матча, но обнаружил, что Иноки решил драться по-настоящему. По третьей версии, Али сказали, что он должен был проиграть бой из-за огромной популярности Иноки в Японии. Али мог отказаться, превратив постановочный бой в настоящий. Ноги Али сильно пострадали во время поединка, так как он принял более 100 ударов от Иноки, что вызвало тромбоз и угрозу ампутации. CBS Sports заявила, что внимание, которое привлек поединок смешанного стиля, «предвосхитило появление смешанных боевых искусств много лет спустя». В результате незрелищного боя, распространилось мнение, что бои по смешанным правилам невозможны из-за неадаптированности правил, и долгое время они не проводились. Тем не менее, Иноки время от времени продолжал организовывать бои по смешанным правилам, не получившие широкого признания, однако, именно они в 1986 году привели к формированию первой организации смешанных боевых искусств, известной как «Шуто» (англ. Shooto). Сам Иноки к «Шуто» отношения не имел: организацию основал его бывший «коллега по рестлерскому рингу» Сатору Саяма.

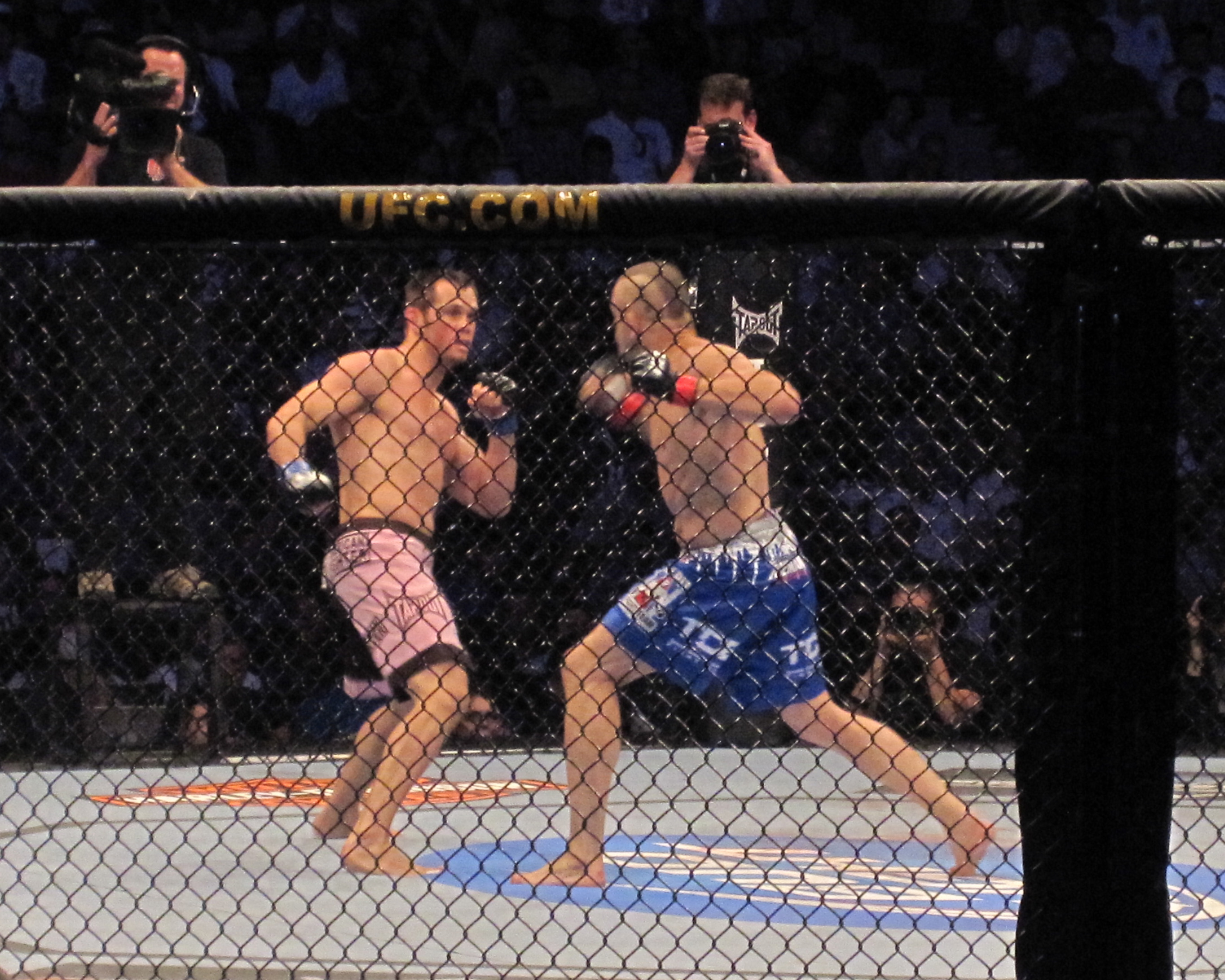
Поединок по правилам ММА под эгидой UFC в 2010 году.

В дальнейшем ММА развивалась в разных странах по-разному. В США популярность ММА начала возрастать в 1993 году, когда калифорнийский бизнесмен Арт Дэйви и руководитель школы бразильского джиу-джитсу Рорион Грейси организовали первый турнир Ultimate Fighting Championship (UFC), состоявшийся в Денвере, Колорадо. Турнир из восьми участников, имевший призовой фонд для победителя в 50 тысяч долларов, включал представителей бокса, савата, сумо, карате и борьбы. К удивлению 2800 зрителей присутствовавших в зале, и ещё 86 тысяч, купивших платную трансляцию по кабельному телевидению, победителем турнира стал бразильский спортсмен Ройс Грейси, значительно уступавший всем своим противникам в росте и весе и выигравший благодаря удушающим и болевым приёмам, малоизвестным в то время. Впоследствии, Грейси выиграл ещё два турнира UFC, чем широко популяризовал бразильское джиу-джитсу — один из ключевых компонентов в подготовке многих бойцов ММА в наше время.
В Японии поединок Иноки и Али вдохновил учеников Иноки Масакатсу Фунаки и Минору Судзуки на создание Pancrase в 1993 году, которая, в свою очередь, послужила толчком для основания Pride Fighting Championships в 1997 году. По мере развития спорта стали появляться и другие организации: Strikeforce, EliteXC, Bellator Fighting Championships, Bodog, Affliction, WEC, Dream, M-1 Global, однако, в условиях жёсткой конкуренции некоторые из них потерпели крах, в то время как другие были вынуждены довольствоваться небольшой популярностью и относительно невысоким уровнем бойцов.
В России и странах СНГ, в связи с распадом СССР, развитие ММА носило более хаотический характер и, в основном, проявлялось в форме отдельно взятых турниров или просто боёв без турнирной сетки, которые начали проводиться с середины 1990-х годов. Ввиду отсутствия структур, регулирующих правила, медицинское обеспечение и условия проведения боев, уровень соревнований зависел исключительно от желания спонсоров вкладывать деньги в бои, что часто приводило к тому, что бои проводились в неадекватных условиях. Значительное улучшение было отмечено с появлением в России японской организации RINGS, где хорошо зарекомендовали себя такие бойцы как Волк-хан, Андрей Копылов, Михаил Илюхин и Николай Зуев. RINGS также дала старт Фёдору Емельяненко, впоследствии, многократному чемпиону мира по ММА по версиям различных организаций.
В США интерес к боям UFC значительно возрос с покупкой промоушена владельцами сети казино «Station Casinos», братьями Фертитта, в 2001 году, и назначением на роль президента компании бывшего промоутера бокса Дэйны Уайта, что повлекло за собой массовое увлечение спортом, даже в тех штатах, где ММА на тот момент было официально запрещено (например, Нью-Йорк). Связано это, в первую очередь, с изменениями правил, сделавшими бои более зрелищными, агрессивной политикой Уайта, направленной на популяризацию спорта (точнее, самой организации UFC), и эволюцией бойцовской техники. В декабре 2006 года популярность UFC вышла на принципиально новый уровень, когда бой Чака Лидделла против Тито Ортиса собрал на платном телевидении кассу, по объёму сопоставимую с крупнейшими кассовым боями бокса. В 2007 братья Фертитта выкупили главного конкурента, японский «Pride», в результате чего UFC стала самой крупной организацией в мире ММА и, благодаря приходу лучших бойцов Pride, сумела поднять популярность спорта в США ещё выше, свидетельством чему стало увеличение количества продаж платных трансляций.
26 сентября 2012 года комиссия Министерства спорта РФ официально признала ММА самостоятельным видом спорта.
В других странах (например, в Мексике, Англии, Австралии и Германии) ММА также является развивающимся спортом, в то время как во Франции ММА запрещены.

## Правила
Правила современных ММА претерпели значительные изменения со времен первых боёв по вале-тудо, шутрестлингу и UFC 1, и ещё большие изменения со времен панкратиона. С развитием техники приёмов и многочисленных улучшений в процессах физической подготовки, стало ясно, что чрезмерно свободные правила необходимо изменить. Главными мотивирующими факторами стали необходимость охраны здоровья бойцов и желание избавиться от стереотипа «человеческих петушиных боёв», характерного для начала 1990-х. Подобное восприятие мешало развитию спорта, и промоутеры были вынуждены изменить правила на более мягкие. Новые правила включали разделение на весовые категории, использование специальных перчаток, дополнительные ограничения в разрешённых приёмах и временны́е рамки для поединков.

### Весовые категории
Ввиду распространения знаний техники приёмов, разница в весе стала значительным фактором. В сегодняшнем ММА девять весовых категорий (незначительные отличия в весах могут допускаться в зависимости от страны и конкретной организации):
| Вес (кг)    | Название категории | Английское название категории | Примечания                                                    |
| ----------- | ------------------ | ----------------------------- | ------------------------------------------------------------- |
| от 120,2    | Супертяжёлый вес   | Super heavyweight             | В некоторых организациях данная весовая категория отсутствует |
| 93 — 120,2  | Тяжёлый вес        | Heavyweight                   |                                                               |
| 83,9 — 93   | Полутяжёлый вес    | Light heavyweight             |                                                               |
| 77,1 — 83,9 | Средний вес        | Middleweight                  |                                                               |
| 70,3 — 77,1 | Полусредний вес    | Welterweight                  |                                                               |
| 65,8 — 70,3 | Лёгкий вес         | Lightweight                   |                                                               |
| 61,2 — 65,8 | Полулёгкий вес     | Featherweight                 | В некоторых организациях данная весовая категория отсутствует |
| 56,7 — 61,2 | Легчайший вес      | Bantamweight                  | В некоторых организациях данная весовая категория отсутствует |
| до 56,7     | Наилегчайший вес   | Flyweight                     | В некоторых организациях данная весовая категория отсутствует |

### Защита
Вместо боксёрских перчаток в ММА используются накладки на руки с открытыми пальцами. Относительно боксёрских перчаток, накладки для ММА значительно тоньше: профессионалы используют 4-унциевые, а любители — 6-унциевые перчатки. Накладки были введены для защиты кулаков, снижения количества рассечений и связанных с этим остановок боев. Кроме того, накладки в какой-то степени повышают зрелищность боев, так как стимулируют бойцов использовать ударную технику.

### Ограничения
Также было введено ограничение по времени во избежание длинных боёв, во время которых бойцы экономили энергию. Бои без ограничения во времени также затрудняли трансляцию по телевидению в прямом эфире. В большинстве профессиональных организаций обычные бои длятся три раунда по пять минут, в то время как в титульных боях количество раундов увеличивается до пяти.
Также существует различие в принципиальном подходе к правилам в разных странах: так, в США бои ММА строго регулируются атлетическими комиссиями штатов, в результате чего бойцы более ограничены в приёмах, в то время как в Европе и Азии правила, преимущественно, более свободные. Например, во многих штатах США в любительском ММА запрещено наносить удары локтями. Удары локтями сверху вниз, в английском языке называемые «12-6» («двенадцать-шесть»), вообще запрещены многими профессиональными организациями, в частности, UFC. Также во многих организациях наложены ограничения на удары коленом в партере: в данном вопросе наиболее фривольной являлась ныне несуществующая японская организация Pride Fighting Championships, где разрешалось наносить удары коленями и ногами по голове лежащего противника (т. н. «футбольные удары»). Также варьируется легальность таких приёмов, как удары головой и болевые на позвоночник (напр., «гильотина», «распятие»), однако, несмотря на различия, приёмами, запрещёнными практически во всех официальных организациях, на сегодня являются:
- укусы,
- удары в пах, горло, по затылку и позвоночнику,
- тычки в глаза,
- захват и манипулирование малыми суставами (например, пальцами рук)
- «рыболовные крючки» (англ. fish-hooking) (атака пальцами незащищённых мест, например, уши, рот, ноздри с намерением разорвать ткани)[52][53].

### Исход матча
Состязания обычно заканчиваются следующим образом:
- Добровольная сдача (англ. Submission): боец отчётливо постукивает открытой ладонью или пальцами по мату или оппоненту. Также допустима вербальная (словесная) сдача.
- Нокаут (англ. KO): боец оказывается в бессознательном состоянии в результате разрешённого удара.
- Технический нокаут (англ. TKO): остановка боя третьим лицом в результате потери одним из бойцов способности продолжать бой. Технические нокауты могут подразделяться на три категории:
  - Остановка рефери (англ. Referee stoppage). Рефери решает, что один из бойцов не может осмысленно защищаться, и останавливает бой.
  - Остановка врачом (врач, присутствующий возле ринга, решает, что дальнейшее участие одного из бойцов ставит жизнь или здоровье этого участника под угрозу. Например, травмы или обильное кровотечение)
  - Остановка «углом» (англ. Corner stoppage). Угловой секундант бойца сигнализирует об остановке боя.
- Судейское решение (англ. Decision). В зависимости от подсчёта баллов, бой может закончиться:
  - Единогласным решением (англ. Unanimous decision). Все три судьи отдают предпочтение бойцу А.
  - Решением большинства (англ. Majority decision). Двое судей присуждают победу бойцу А, один судья присуждает ничью.
  - Раздельным решением (англ. Split decision). Двое судей присуждают победу бойцу А, один судья присуждает победу бойцу Б.
  - Единогласной ничьей (англ. Draw). Трое судей присуждают ничью.
  - Ничьей решением большинства (англ. Majority draw) Двое судей присуждают ничью, один — победу.
  - Раздельной ничьей (англ. Split draw). Один судья присуждает победу бойцу А, один судья присуждает победу бойцу Б, один судья присуждает ничью.

Бой также может закончиться техническим решением, дисквалификацией, отменой, технической ничьей или признанием боя не состоявшимся (англ. no contest). Последние два варианта не имеют победителя.

### Одежда
Организации ММА, как правило, требуют, чтобы из одежды на участниках были только перчатки и шорты, так как другая одежда может травмировать оппонента. Женщины выступают в шортах и спортивных бюстгальтерах.

## Стратегия

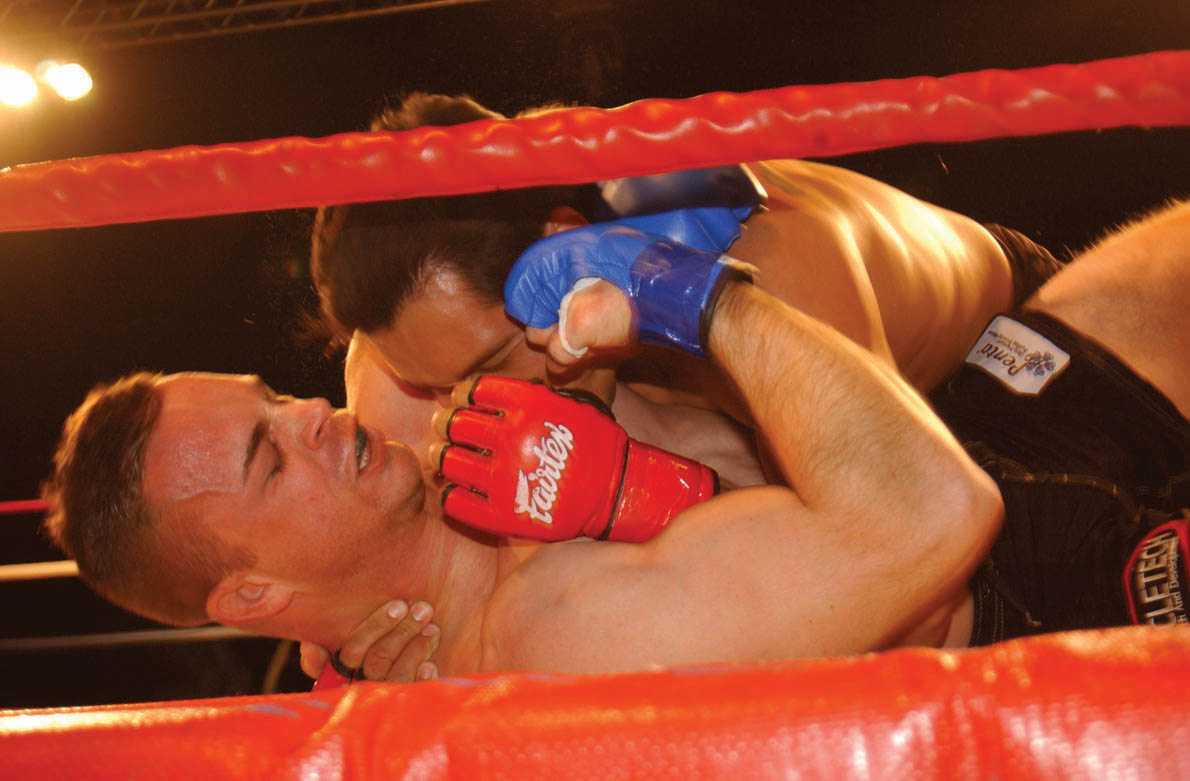
Борьба в партере — неотъемлемая часть ММА.

В ММА существует две основные стратегии ведения боя: ударная техника — когда боец стремится выиграть путём ударов руками, локтями, коленями и ногами, и борцовская — когда боец использует броски, захваты и болевые/удушающие приёмы. Впрочем, для улучшения способностей ведения боя традиционно используются состоявшиеся боевые искусства.
- Для совершенствования ударной техники в стойке наиболее популярны бокс, кикбоксинг, муай тай, различные формы карате.
- Для улучшения борьбы в клинче наиболее популярными дисциплинами являются вольная борьба, греко-римская борьба, дзюдо и самбо, в то время как муай тай практически незаменим для овладения техникой ударов в клинче.
- Наконец, партер совершенствуется путём изучения бразильского джиу-джитсу, грэпплинга, дзюдо, и самбо. Данные боевые искусства эффективны как для изучения способов оказаться в доминирующей позиции на полу, так и защите от неё. Особое внимание уделяется изучению болевых и удушающих приёмов. На начальных стадиях развития ММА, как современного спорта, болевые и удушающие приёмы были исключительно эффективны и позволяли бойцам с невпечатляющими физическими характеристиками одерживать победы над значительно более крупными противниками[55].

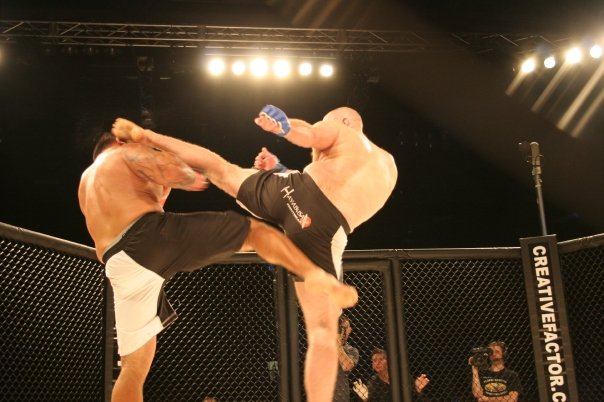
Обмен ударами в стойке.

Ограничения в традиционной форме многих боевых искусств неизбежно повлекли за собой адаптацию к условиям боя по смешанным правилам. Например, традиционная боксёрская стойка является малоэффективной для контратак после лоу-киков, муай тай в силу своей статичности оставляет бойца уязвимым для прохода в ноги, а в дзюдо значительный упор делается на использование ги. В результате, многие бойцы тренируются с тренерами различных стилей под эгидой одного бойцовского клуба.
- Подходы к физическим тренировкам различаются в той или иной мере в каждом клубе, однако, неизменно являются комбинацией аэробных и скоростных упражнений, а также силовых тренировок.

### Гибридные стили
Гибридными стилями неофициально называются те стили ведения боя, где отсутствует доминирующая для стойки или партера характеристика, и взамен используется комбинация ограниченного количества приёмов, позволяющая бойцу использовать свои сильные стороны. К таким стилям можно отнести:
- Бой в клинче, также известный как грязный бокс (англ. Dirty Boxing).

Тактика данного направления заключается в использовании клинча, чтобы ограничить возможности противника отодвинуться на достаточное расстояние одновременно с нанесением ударов руками, коленями и локтями, а также попытками перевести бой в партер. Данный подход часто используется борцами, добавившими в свой арсенал элементы ударных техник (как правило, бокс), и тайбоксерами. Борцы пользуются клинчем для нейтрализации более сильного ударника, в то время как тайский клинч используется для нанесения точных ударов коленями и контроля над позицией оппонента. Одним из наиболее известных практиков данного направления является член Зала Славы UFC — Рэнди Кутюр. Бывший чемпион UFC в среднем весе Андерсон Силва также часто использовал тайский клинч для победы над соперниками.

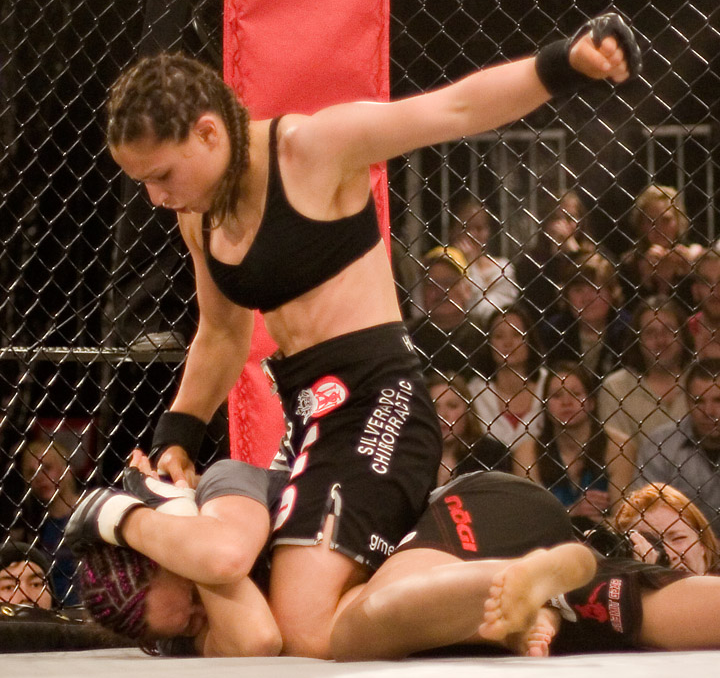
ГнП в исполнении Джины Карано.

- Граунд-энд-паунд (англ. Ground-and-Pound), буквально вали-и-колоти. Также обозначается аббревиатурой GnP или ГнП, однако официального признания данное обозначение не имеет и в официальных отчётах на данный момент не используется.

Методика данного стиля весьма незамысловата и состоит из прохода в ноги, установления доминирующей позиции в партере и нанесения ударов противнику, преимущественно руками и локтями. Граунд-энд-паунд часто проводится перед попыткой болевого приёма. Данную тактику популяризовали бойцы с солидным борцовским прошлым, такие как Марк Колман и Тито Ортиc, в прошлом оба — чемпионы UFC, а Марк Колман, благодаря этой технике, также становился чемпионом турнира Pride Grand Prix 2000. Яркими представителями стиля граунд-энд-паунд являлись бывший чемпион UFC в тяжёлом весе Кейн Веласкес и Фёдор Емельяненко.
- Грэпплинг (англ. Submission grappling)

Помимо обозначения отдельного боевого искусства, представляющего собой борьбу с использованием болевых и удушающих приёмов, термин «грэпплинг» также обозначает стратегию применимую к боям по смешанным правилам и заключающуюся в минимизации ударов, быстрому переводу боя в партер и применения болевых/удушающих приёмов. Несмотря на то, что большинство грэпплеров пытаются занять доминирующую позицию, некоторые успешно проводят приёмы и снизу. Если грэпплеру не удается сделать проход в ноги, то он зачастую может прыгнуть на соперника и, обхватив его ногами, утянуть таким образом на пол. Грэпплинг, популяризованный такими первопроходцами современных ММА, как Ройс Грейси и Кен Шемрок, является неотъемлемой частью таких боевых искусств как бразильское джиу-джитсу, дзюдо, самбо, панкратион и шутрестлинг. В начале XXI века яркими представителями этого стиля являлись экс-чемпион UFC в тяжёлом весе Фабрисиу Вердум, Фрэнк Мир, Джефф Монсон и Антониу Родригу Ногейра.
- Растянись и дерись (буквально с англ. Sprawl-and-brawl)

Данная тактика заключается в ведении боя в стойке с эффективной защитой от попыток перевода бой в партер. Сторонник этого подхода, как правило, боксёр, кикбоксер, тайбоксер или каратист с хорошей защитой от прохода в ноги. Несмотря на внешние сходства с кикбоксингом, этот стиль значительно отличается в силу необходимости защиты от перевода в партер. Среди наиболее известных практиков данного подхода можно выделить члена Зала славы UFC Чака Лидделла, чемпиона Pride Grand Prix 2006, Мирко Филиповича, экс-чемпиона UFC в тяжёлом весе Джуниора Дос Сантоса и бойца UFC, экс-чемпиона мира по кикбоксингу среди профессионалов по версии К-1 Алистара Оверима.

## Женщины в ММА

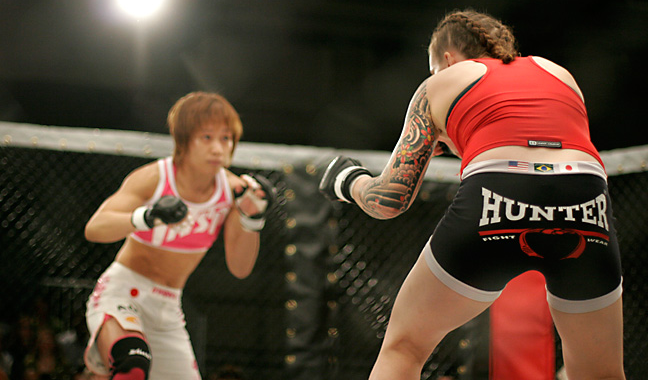
Мэгуми Фудзии (слева) в поединке по правилам ММА.

Женщины активно начали выступать в ММА в начале XXI века, несмотря на меньшее количество доступных организаций. Женские ММА стали популярны в Японии, где с 2000 года проводились турнир «Валькирия». В США, несмотря на популярность ММА в целом, женские соревнования по этому виду спорта не получили аналогичного внимания от спонсоров, в отличие от мужских. Тем не менее, с появлением таких женщин-бойцов, как Джина Карано и Кристиан Сантос, женские ММА заставили обратить на себя внимание широких масс. Карано, обладающая уникальной комбинацией сексуальной привлекательности и бойцовских способностей, быстро стала «лицом женских ММА» после выступлений в ныне несуществующей организации EliteXC. После распада EliteXC Карано перешла в Strikeforce, первую крупную организацию, поставившую женский бой в качестве главного боя вечера 15 августа 2009 года. Бой Карано — Сантос, транслировавшийся по национальному телевидению, собрал у экранов 856 тысяч зрителей и сделал Сантос первой в истории чемпионкой Strikeforce среди женщин.

## Безопасность
Несмотря на репутацию «кровавого спорта», иногда распространяемую средствами массовой информации, за историю современного ММА, начиная с 1993 года, было задокументировано четыре случая, когда травмы, полученные во время боя, стали причиной смерти бойца, при этом в двух случаях — поединки не были санкционированы уполномоченными организациями.
В 1998 году американец Дуглас Дэдж скончался через два дня после участия на несанкционированном мероприятии в Киеве. В 2005 году человек, известный лишь по фамилии Ли, умер в результате несанкционированного боя в ресторане в Южной Корее из-за сердечного приступа. Третий смертельный случай в ММА произошёл, когда боец Сэм Васкес, будучи нокаутированным в бою 20 октября 2007 года в Хьюстоне, штат Техас, был немедленно госпитализирован, после чего перенёс две операции по удалению тромбов из головного мозга, однако так и не пришёл в сознание и скончался 30 ноября того же года. Четвёртая смерть в результате поединка по правилам ММА случилась в Южной Каролине 28 июня 2010 года, когда 30-летний Майкл Киркхэм был нокаутирован и через два дня умер, не приходя в сознание. Для сравнения, согласно исследованию активиста Мануэля Веласкеса, за период с 1990 по 2011 годы в результате боксёрских поединков скончалось около 200 человек.
| Сравнительная характеристика случаев травматизма по контактным видам спорта и спортивным единоборствам | Сравнительная характеристика случаев травматизма по контактным видам спорта и спортивным единоборствам | Сравнительная характеристика случаев травматизма по контактным видам спорта и спортивным единоборствам | Сравнительная характеристика случаев травматизма по контактным видам спорта и спортивным единоборствам | Сравнительная характеристика случаев травматизма по контактным видам спорта и спортивным единоборствам | Сравнительная характеристика случаев травматизма по контактным видам спорта и спортивным единоборствам | Сравнительная характеристика случаев травматизма по контактным видам спорта и спортивным единоборствам | Сравнительная характеристика случаев травматизма по контактным видам спорта и спортивным единоборствам | Сравнительная характеристика случаев травматизма по контактным видам спорта и спортивным единоборствам |
| Спорт или вид БИ | % травм полученных в ходе                                                                              | % травм полученных в ходе                                                                              | Преобладающая локализация травм                                                                        | Преобладающая локализация травм                                                                        | Преобладающая локализация травм                                                                        | Преобладающая локализация травм                                                                        | Преобладающая локализация травм                                                                        | Средний коэффициент травм различной степени тяжести на 1000 спаррингов (из них сотрясений мозга)       |
| Спорт или вид БИ | тренировки                                                                                             | соревнования                                                                                           | голова                                                                                                 | голеностоп                                                                                             | плечевой сустав                                                                                        | локтевой сустав                                                                                        | коленный сустав                                                                                        | Средний коэффициент травм различной степени тяжести на 1000 спаррингов (из них сотрясений мозга)       |
| --- | --- | --- | --- | --- | --- | --- | --- | --- |
| Бокс | 70 | 30 | Да | Нет | Нет | Нет | Нет | н/д |
| Муай-тай | н/д | н/д | Да | Да | Нет | Нет | Нет | от 2,79 среди профессионалов до 13,5 среди любителей                                                   |
| Тхэквондо | 81,5                                                                                                   | 18,5                                                                                                   | Да | Да | Нет | Нет | Нет | от 0,4 до 139,5 (СМ: от 4,6 до 50,2) среди всех возрастных групп                                       |
| Борьба | 63 | 37 | Нет | Нет | Да | Нет | Да | н/д |
| MMA | 77,9                                                                                                   | 22,1                                                                                                   | Да | Да | Да | Да | Да | от 85,1 до 228,7 (СМ: до 48,3) среди всех занимающихся, до 236 среди профессионалов                    |
| Карате | 70 | 30 | Да | Нет | Нет | Нет | Нет | варьируется в зависимости от конкретного стиля                                                         |
| Дзюдо | 70 | 30 | Нет | Нет | Да | Да | Да | н/д |
| БЖЖ | н/д | н/д | Нет | Нет | Нет | Да | Да | н/д |
| Амер. футбол | н/д | н/д | Нет | Да | Да | Нет | Да | до 8,1                                                                                                 |
| Источники информации - Demorest, Rebecca A. ; Koutures, Chris. Youth Participation and Injury Risk in Martial Arts (Clinical Report). // Pediatrics. — December 2016. — Vol. 138 — No. 6 — P. 1–9 — ISSN 0031-4005. - Jensen, Andrew R. ; Maciel, Robert C. ; Petrigliano, Frank A. ; Rodriguez, John P. ; Brooks, Adam G. Injuries Sustained by the Mixed Martial Arts Athlete. // Sports Health. — January-February 2017. — Vol. 9 — No. 1 — P. 64–69 — ISSN 1941-7381. | | | | | | | | |

Исследование, проведённое учёными университета Джонса Хопкинса, пришло к выводу, что уровень травматизма (исключая травмы головного мозга) в ММА, в целом, схож с уровнями других видов спорта, где используется ударная техника. Однако, в силу правил, разрешающих болевые и удушающие приёмы, количество нокаутов в ММА меньше, чем в боксе, что предполагает сниженный риск травм головного мозга.